# Nikitaras
Nikitaras (řecky: Νικηταράς, vlastním jménem: Nikitas Stamatelopulos; 1784, Nedusa – 1849, Pireus) byl řecký revolucionář a generál Řecké osvobozenecké války.

## Život
Narodil se roku 1784 ve vesnici Nedusa v peloponéském kraji Lakónie blízko Sparty a Kalamaty. Vyrůstal ale v Arkádii ve vesnici Turkoleka. Byl synovcem generála Theodorose Kolokotronise.
Společně se svým strýcem působil před vypuknutí povstání v britské armádě na Jónských ostrovech. V prvním roku povstání společně s ním velel armádě, která dobyla město Tripolis sídlo tureckého správce Peloponésu. V Tripolisu sám Nikitaras zajal místního správce. V největší bitvě u Dervenakie, kde nakonec Řekové porazily turecká vojska Mahmuda Dramaliho Paši, se Nikitaras společně s Papaflessasem a Dimitriosem Ypsilantisem zasloužil o obsazení strategického místa na kopcích odkud jeho vojsko napadlo Turky. V tomto boji prý bojoval naráz s pěti meči a zabil mnoho Turků, proto si vysloužil přezdívku Turkofagos. Nikitaras bojoval v dalších menších bitvách které se odehrály na Peloponésu. Po osvobození Řecka se přidal na stranu premiéra Ioannise Kapodistriase, který byl později svrhnut a zavražděn, proto se Nikitaras dostal do vězení na ostrov Egina. Poté byl propuštěn a svůj život dožil v Pireu.